# Генерал-лейтенант (Индия)
Генера́л-лейтена́нт (англ. Lieutenant general; хинди लेफ्टिनेंट-जनरल) — трёхзвёздочное офицерское звание в Сухопутных войсках Индии выше генерал-майора и ниже генерала. Эквивалентно званию вице-адмирала в Военно-морских силах Индии и званию маршала авиации в Военно-воздушных силах Индии.

## Знаки различия

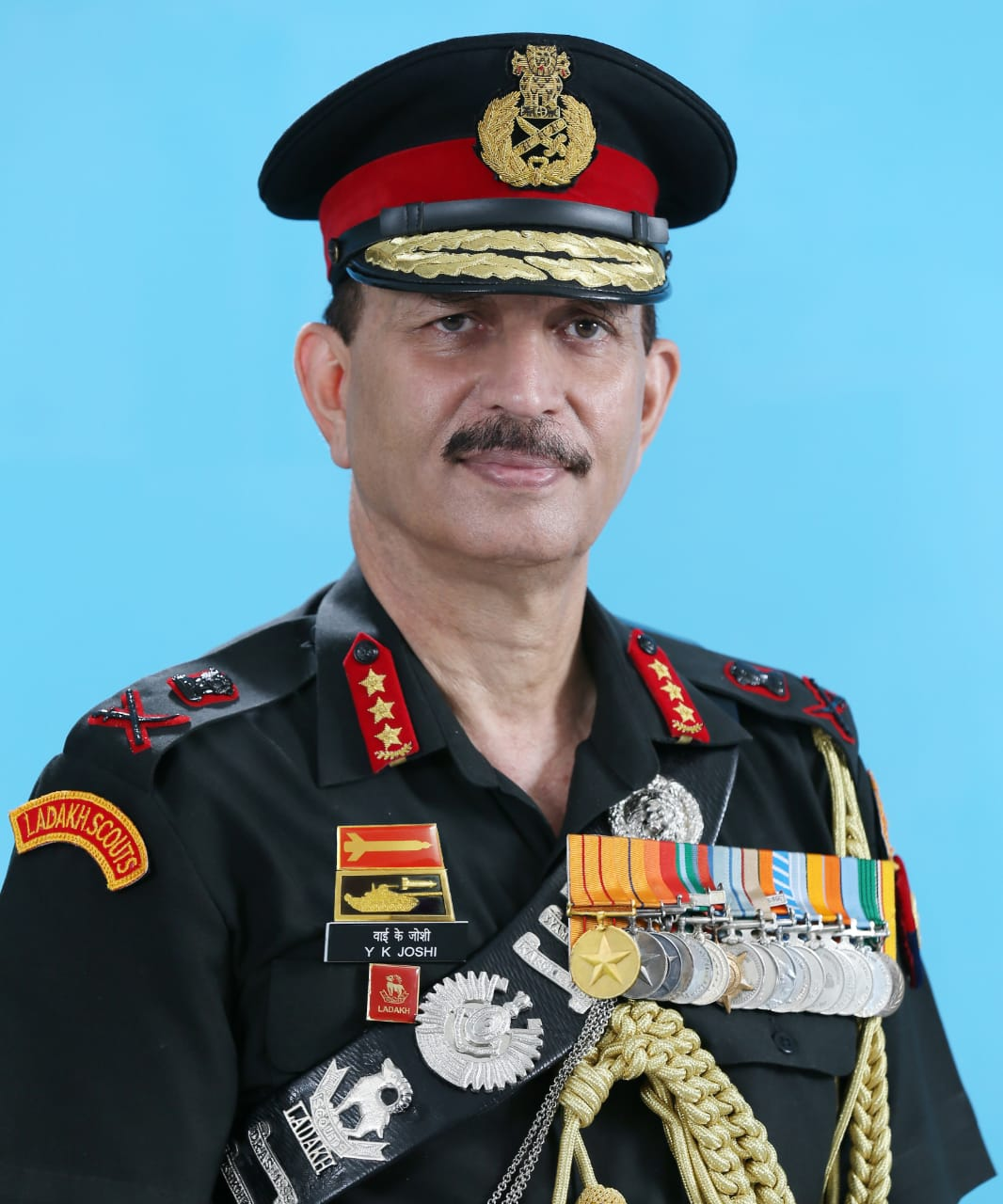
Генерал-лейтенант Джоши, Йогеш Кумар в военной форме.

В качестве символа знаков различия генерал-лейтенанта служат скрещённые меч и жезл, над которыми изображена национальная эмблема Индии. Помимо этого, на воротнике формы генерал-лейтенанта изображены специальные малиновые петлицы, на которых в свою очередь изображены по три пятиконечные звезды. Однако у генерал-лейтенантов, занимающих должность заместителя начальника штаба обороны Индии или главнокомандующего генерал-офицера каким-либо из командований Индии, на петлицах также изображены под звёздами дубовые листья.

## В порядке старшинства
Генерал-лейтенанты, занимающие должность заместителя начальника штаба Сухопутных войск Индии или главнокомандующего генерал-офицера каким-либо из командований Индии, занимают 23-е место в индийском порядке старшинства, наряду с вице-адмиралами в ВМС Индии и маршалами авиации в ВВС Индии, занимающими эквивалентные должности. Генерал-лейтенанты, занимающие другие должности, занимают 24-е место в порядке старшинства.
Генералы-лейтенанты, занимающие должность заместителя начальника штаба Сухопутных войск Индии или главнокомандующего генерал-офицера каким-либо из командований Индии, также получают зарплату высокого 17-го уровня в 225 000 индийских рупий (3 100 долларов США). Генерал-лейтенанты, занимающие другие должности, получают зарплату меньшего 16-го уровня до 224 000 индийских рупий в зависимости от продолжительности службы в Сухопутных войсках Индии.